# Diedrichshagen
Diedrichshagen er en by og kommune i det nordøstlige Tyskland, beliggende i Amt Landhagen i den nordvestlige del af Landkreis Vorpommern-Greifswald. Landkreis Vorpommern-Greifswald ligger i delstaten Mecklenburg-Vorpommern.

## Geografi
Diedrichshagen er beliggende omkring otte kilometer sydøst for centrum af Greifswald. I kommunen ligger ud over Diedrichshagen, landsbyen Guest. Bundesstraße B 109 går gennem kommunen. Jernbanen Berlin–Angermünde–Stralsund gennemskærer kommunens område mod vest, men nærmeste station er i Greifswald. Parallelt med B 109 gik fra 1897 til 1945 lokalbanen Greifswald-Wolgast.

## Eksterne kilder og henvisninger
- Wikimedia Commons har flere filer relateret til Diedrichshagen
- Byens side Arkiveret 14. august 2017 hos  Wayback Machine på amtets websted
- Befolkningsstatistik (Webside ikke længere tilgængelig)